# Trigastrotheca trilobata
Trigastrotheca trilobata är en stekelart som beskrevs av Cameron 1906. Trigastrotheca trilobata ingår i släktet Trigastrotheca och familjen bracksteklar. Inga underarter finns listade i Catalogue of Life.